# Kollierklammer
Eine Kollierklammer dient bei Pelzkolliers, den Schals in Tierform, zum Rundlegen des umgelegten Kolliers, sie verhindert gleichzeitig ein Herabfallen. Sie wird auf der Unterseite des Kollierkopfes ein- oder aufgenäht. Von der Trägerin wird sie am hinteren Ende des Kolliers, an einer Hinterpfote oder am Schwanz festgeklammert.
Anfangs wurden einfache, gefederte Metallklammern verwendet, die mit Seide überzogen wurden. Da die Seide aber schnell verschliss, versah man die Klammern mit einem Lederüberzug oder die Klammern waren aus Kunststoff. Später wurden fast nur noch überhäkelte Klammern benutzt. In Deutschland werden die Klammern inzwischen mit einem Überzug aus geripptem Stoff hergestellt.

## Herstellung

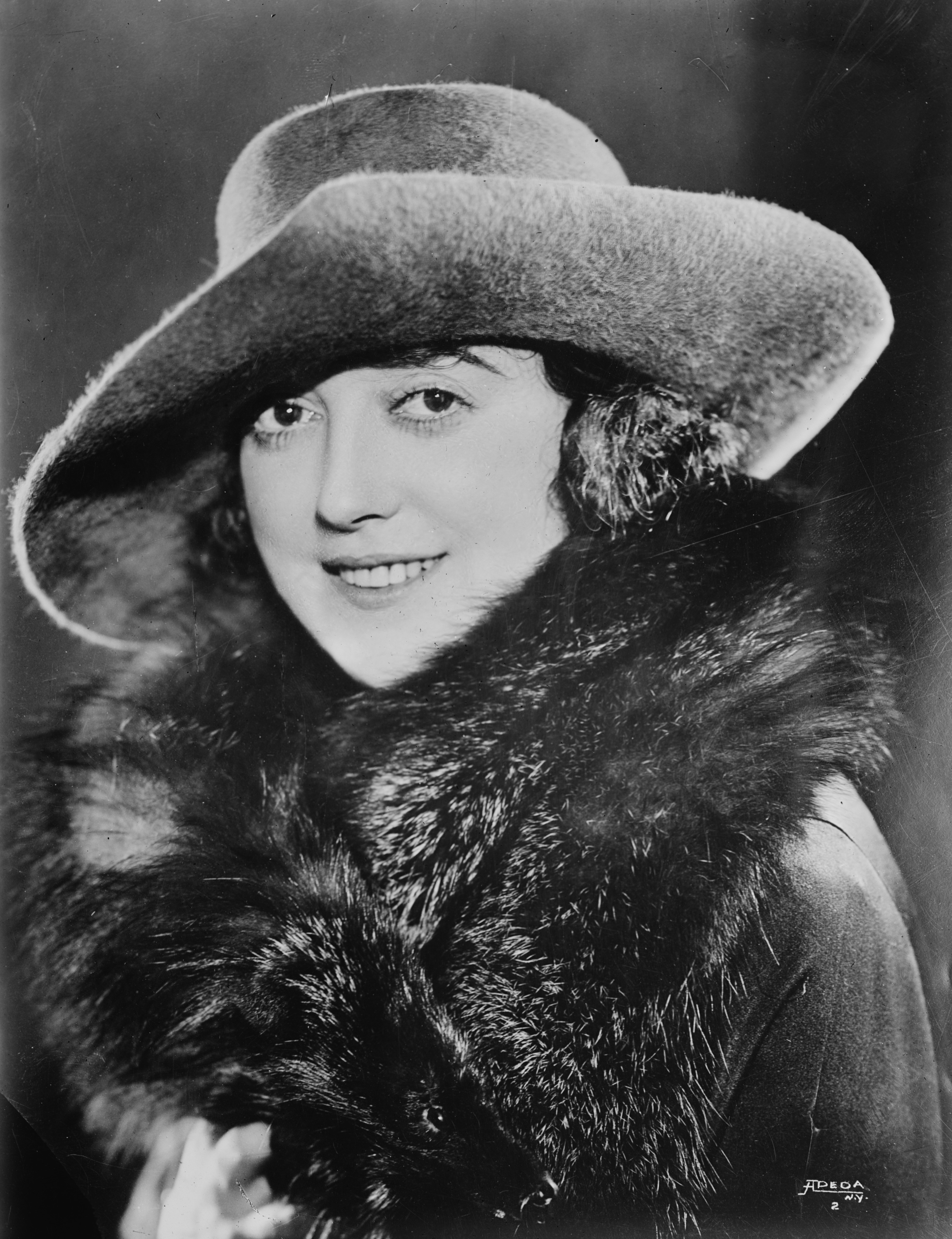
Geklammertes Silberfuchskollier

Der Wiener Kürschner Alexander Tuma beschrieb im Jahr 1950 die industrielle Produktion der metallenen Kollierklammern:
„In der Herstellungsabteilung der Klammern sieht es aus wie in einer Schmiede. Lange Bandeisen aus SM-Stahl laufen unter dem Stanzstempel einer Maschine hindurch und fallen in der gewünschten Umrißform, zugleich gelocht, in den Korb. Sechs Stunden lang gelangen die ausgestanzten Grundformen dann in eine rotierende Trommel, um die scharfen Kanten abzustumpfen. In einer folgenden Maschinenbearbeitung werden die Einzelteile derart gebogen und geprägt, daß der Ober- und Unterteil, in Heimarbeit zusammengesetzt, und mit gewickelter Feder versehen, nach Abplattung und Quetschung der durchgesteckten Nägel in die Emailflotte gebracht und dann drei Stunden lang in dem auf 180 Grad erhitzten Lackofen auf Hochglanz gebracht werden kann. Auf diese Weise wird verhindert, daß die Klammern bei dem späteren Überziehen mit Stoff oder Überhäkeln durch Handschweiß rostig werden“.